# Serradifalco
Serradifalco (Serradifalcu en sicilien) est une commune de la province de Caltanissetta, dans la région Sicile, en Italie. 
Elle est communément surnommée le Pays des Mines et des Traditions (Paese delle Miniere e delle Tradizioni, en italien).

## Géographie
La commune compte 6 545 habitants répartis sur une superficie de 4 159 hectares.
Elle se situe à 504 mètres d'altitude, à 21 km de la capitale Caltanissetta, à 50 km de la ville d'Agrigente, à 63 km d’Enna et à environ 150 km de Raguse, de Catane et de Palerme.
Serradifalco est un centre agricole et minier de la région vallonné entre le fleuve Platani et le fleuve Salso. 
Tout près se trouve le lac Soprano, aussi appelé lac Cuba et lac Serrafalchese. Il s'agit d'une des réserves  naturelles protégées de la province.
Les campagnes environnant le centre habité sont riches en amandiers, vignobles, oliveraies et possèdent de nombreuses sources et nappes aquifères.

## Histoire
Selon une légende locale, le nom du village, Serradifalco, viendrait du fait qu'autrefois, de nombreux faucons nichaient dans les hauteurs rocheuses environnantes. L'une des falaises rocheuses à proximité du centre s'appelle encore aujourd'hui Serra del Falcone (la Serre du Faucon), donnant son premier nom à la commune. Au fil du temps, Serra del Falcone devient Serradifalco.

## Économie
Dans les années 1970, beaucoup d'habitants émigrèrent en France, aux États-Unis ou en Belgique, notamment dans le Borinage pour ses charbonnages.

## Culture

### Gastronomie
Serradifalco est le territoire qui compte le plus de pizzerias et de restaurants de toutes les communes appartenant à la province de Caltanissetta.

#### Cuisine
Les spécialités culinaires de Serradifalco sont renommées à l'échelle régionale, et bien au-delà. Le secteur de la restauration local bénéficie d'une belle santé et les produits typiques locaux sont réputés et nombreux comme la ricotta, les différents fromages siciliens (le Primosale, le Caciocavallo, le Pecorino sicilien, la Provola sicilienne, etc.), les amandes, les pistaches, le miel, les pâtes fraîches "maison", l'huile d'olive et le vin.
Serradifalco possède de nombreuses spécialités à base de produits locaux : les cannelloni à la sicilienne, les arancini, la caponata, la pasta o'furno, les olive fritte, les vermicelli alla Siciliana, etc.

#### Pâtisseries
Le jour de la Saint-Martin, le 11 novembre, et pour l’Immaculée Conception, le 8 décembre, on déguste les inciminati (aussi appelés 'nciminati ou Biscotti Reginello), des biscuits typiques et locaux, à base de farine de pain et de graines de fenouil, assaisonné à l’ancienne avec de l’huile de pays et des épices et souvent accompagnée d’un bon verre de nouveau vin rouge local. 
Les pâtisseries et douceurs siciliennes ont leur renommée : la cassata siciliana, les taralli, les cuddrureddri, les sfingi, les cannoli, la granita.

## Fêtes, foires
La Semaine Sainte occupe une place particulière dans les fêtes de Nisseno. Cette importante tradition religieuse commence le mercredi saint avec le Real Maestranza. Le jeudi saint a lieu la procession des Vare, 16 cercueils sur lesquels sont posés des groupes de grandes statues en bois, en papier mâché et en plâtre, représentant la passion du Christ.
Le samedi saint, tous les habitants du village et des villages voisins se réunissent devant l'église de San Giuseppe et entament une procession en passant par toutes les églises du village. Elle s'achève sur une butte pour représenter la passion du Christ. Cette fête est appelée localement la scinenza.

## Administration
| Période                                  | Période  | Identité        | Étiquette | Qualité |
| ---------------------------------------- | -------- | --------------- | --------- | ------- |
| 16 mai 2005                              | En cours | Michele Ricotta |           |         |
| Les données manquantes sont à compléter. |          |                 |           |         |

### Hameaux
Grottadacqua

### Communes limitrophes
Caltanissetta, Canicattì, Montedoro, Mussomeli, San Cataldo

### Jumelages
- Colfontaine (Belgique) depuis 2004